# La Pueblanueva
La Pueblanueva är en ort i Spanien.   Den ligger i provinsen Toledo och regionen Kastilien-La Mancha, i den centrala delen av landet, 100 km sydväst om huvudstaden Madrid. La Pueblanueva ligger 482 meter över havet och antalet invånare är 2 097.
Terrängen runt La Pueblanueva är platt. Runt La Pueblanueva är det glesbefolkat, med 12 invånare per kvadratkilometer. Närmaste större samhälle är Talavera de la Reina, 14,1 km väster om La Pueblanueva. Trakten runt La Pueblanueva består till största delen av jordbruksmark.